# Red Nichols
Ernest Loring "Red" Nichols (Ogden, de Utah, 8 de mayo de 1905 - Las Vegas, de Nevada, 28 de junio de 1965) fue un cornetista y trompetista norteamericano de jazz tradicional y swing, representante destacado del llamado "estilo Nueva York" o "High Brow".

## Historial
Multiinstrumentista (tocaba además el piano y el violín), organizó desde muy pronto sus propios grupos, y con uno de ellos, en 1921 y 1922, grabó sus primeros discos. Después trabajó con diversos músicos, como el baterista George Olsen (1893 - 1971) y Paul Whiteman, y grabó copiosamente con diferentes bandas, propias y ajenas. 

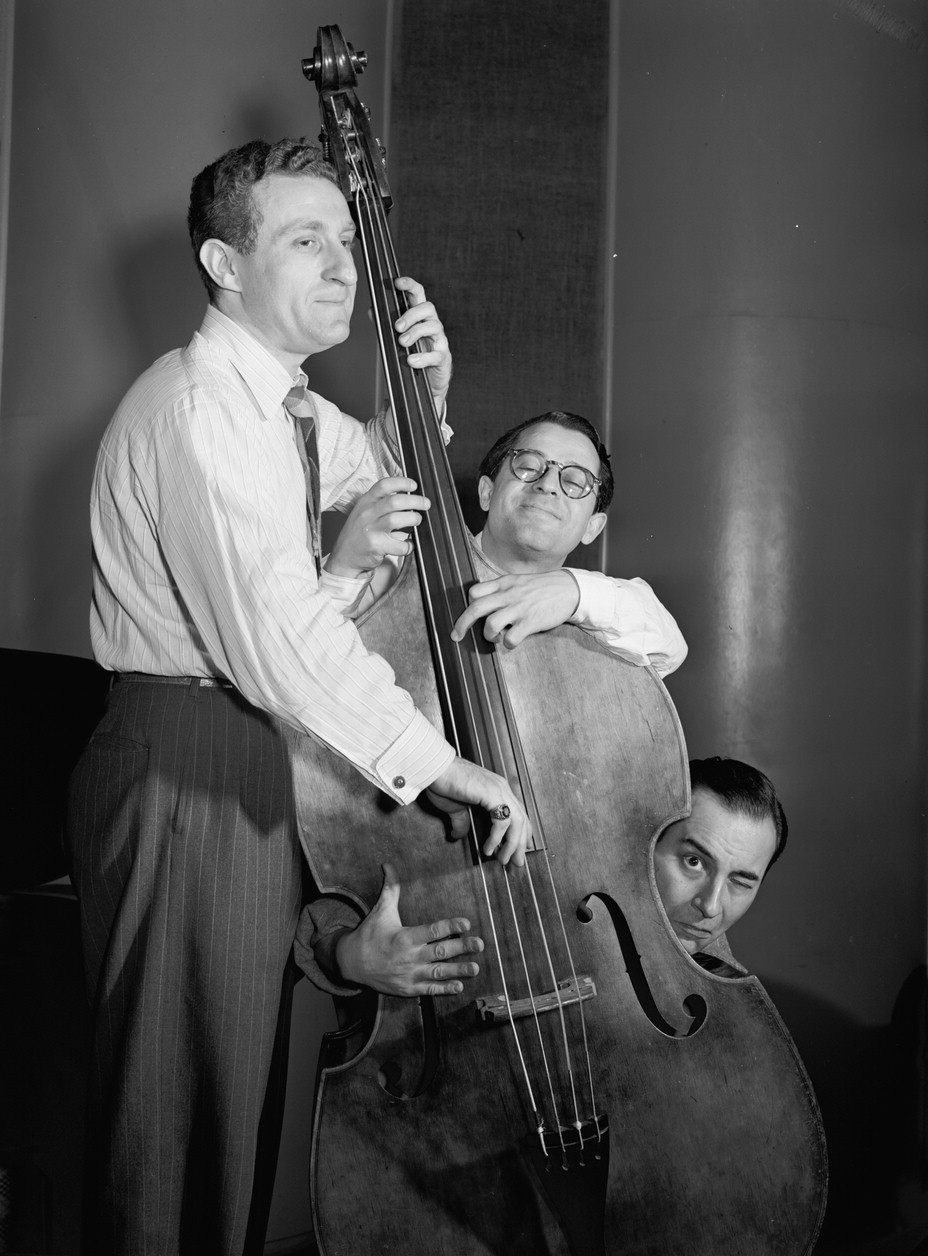
Jack Lesberg, Max Kaminsky y el clarinetista Peanuts Hucko. 1947.

En 1928 montó una nueva banda con músicos jóvenes pero ya reconocidos: The Five Pennies. En ella estuvieron el trompetista Max Kaminsky (1908 - 1994), Benny Goodman, Jack Teagarden, Glenn Miller, Gene Krupa, Wingy Manone y otros. Con estas bandas, hizo numerosas giras durante los años 30 y los primeros 40. En 1959, Paramount realiza una película sobre su vida, llamada precisamente Five Pennies, con Danny Kaye en el papel de Red Nichols, Bob Crosby y Louis Armstrong.

## Estilo
Aunque parte de la crítica le acusaba casi de imitador de Bix Beiderbecke, Red Nichols poseyó un estilo sutil y preciso, original en ciertos aspectos como su sonoridad cristalina y pulida y su intento de fusionar el jazz con la música de cámara. En realidad, según algunos autores, su cercanía al estilo de Beiderbecke provenía de su común influencia de Phil Napoleon.